# Fulakora falcata
Fulakora falcata (лат.) — вид примитивных муравьёв рода Fulakora из подсемейства Amblyoponinae (Formicidae), ранее включавшийся в состав рода Stigmatomma.

## Распространение
Неотропика: Доминиканская Республика, Большие Антильские острова, Малые Антильские острова, Пуэрто-Рико (типовое местонахождение).

## Описание
Мелкие земляные муравьи (длина около 4 мм) с длинными узкими мандибулами и хорошо развитым жалом. От близких видов отличаются следующими признаками: ячеистые пунктуры, несущие волоски, на голове редкие; мандибула длиннее, ML около 0,9 мм (у Fulakora bierigi ячеистые пунктуры, несущие волоски, на голове плотные; мандибула короче, ML около 0,7 мм). Антенна с 11 антенномерами. Окраска тела коричневая. Щёчный зуб присутствует и хорошо развит. . Мандибулы без отчётливого базального края. Лобные доли тесно сближены; мандибулы тонкие, становятся тонкими и острыми в верхней части. Щетинки наличника зубцевидные, мелкие, обычно с острым концом, отходят от наличниковых бугорков. Мезосома уже головы. Ноги короткие. Передний край клипеуса зубцевидный; петиоль очень широко прикреплён к 3-му абдоминальному сегменту и без отчётливой задней поверхности; постпетиоль отсутствует.

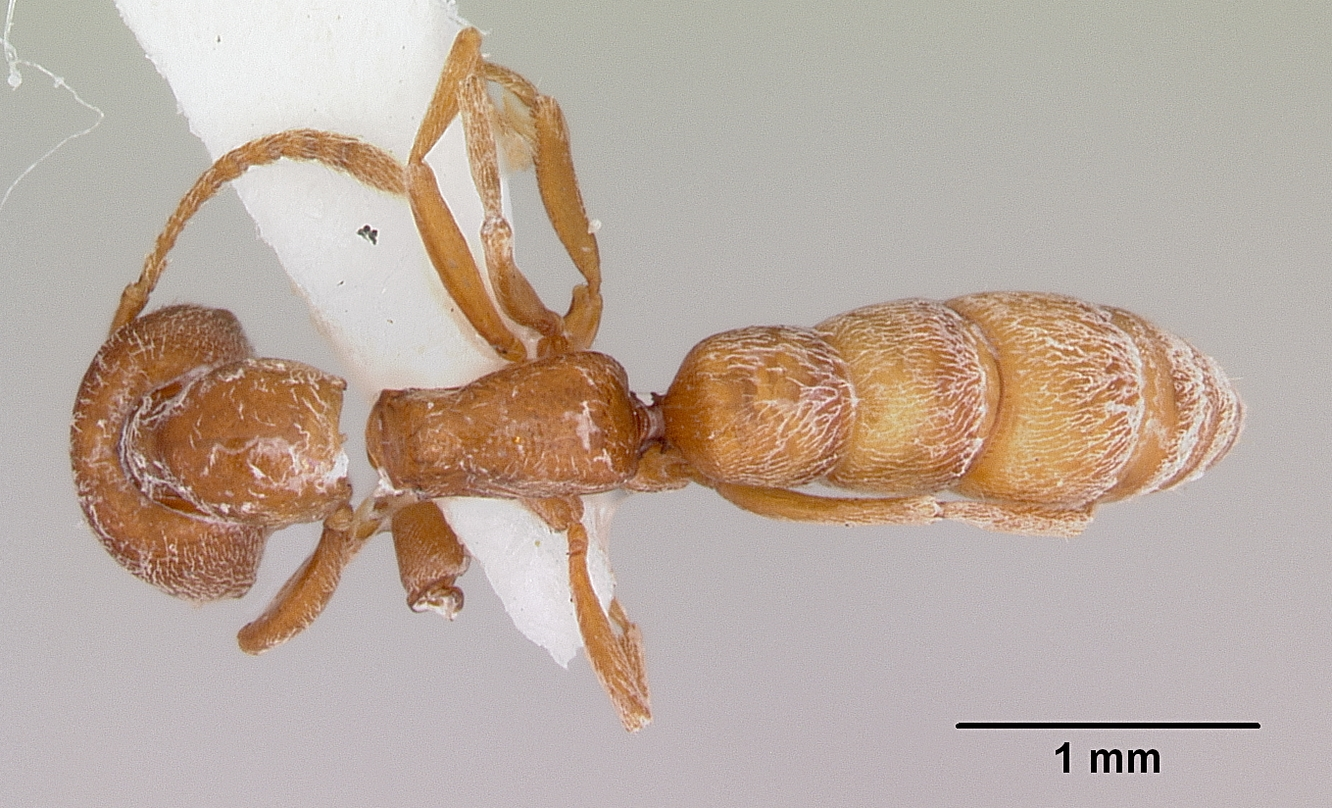
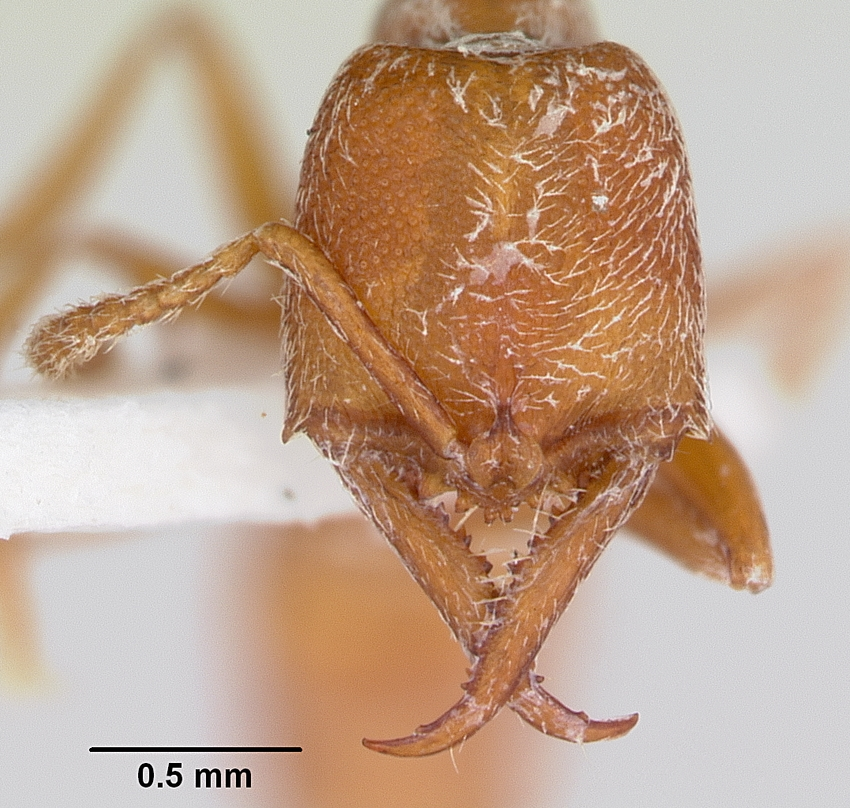

## Систематика
Вид был впервые описан в 1991 году под названием Amblyopone falcata Lattke, 1991. Затем вид включали в состав рода Amblyopone и снова в Stigmatomma (подсемейство Понерины). В 2016 году Fulakora был восстановлен из синонимии с Stigmatomma и вид получил современное название.